# Silveira Martins
Silveira Martins är en kommun i Brasilien.   Den ligger i delstaten Rio Grande do Sul, i den södra delen av landet, 1 600 km söder om huvudstaden Brasília. Antalet invånare är 2 452.
Omgivningarna runt Silveira Martins är en mosaik av jordbruksmark och naturlig växtlighet. Runt Silveira Martins är det ganska glesbefolkat, med 38 invånare per kvadratkilometer.